# Палата (муниципалитет)
Палата (итал. Palata) —  коммуна в Италии, располагается в регионе Молизе, в провинции Кампобассо.
Население составляет 1940 человек (2008 г.), плотность населения составляет 45 чел./км². Занимает площадь 43 км². Почтовый индекс — 86037. Телефонный код — 0875.
Покровителем населённого пункта считается святой Рох.

## Демография
Динамика населения:

## Администрация коммуны
- Официальный сайт: